# 胎兒性別鑑定
胎兒性別鑑定是一種產前診斷，是指胎儿在出生前人們对其性别进行鉴别。

## 方法
- 无细胞胎儿DNA测试，即醫務人員对懷孕婦女进行静脉穿刺，分析其中可发现的少量胎儿DNA。2011年发表的一项荟萃分析发现，只要是在婦女怀孕第七周后进行此类测试，準確率為98%[1][2]。
- 绒毛取样术和羊膜穿刺術是两种相当具有侵入性的检测方法。原则上这些检查最早可以在怀孕的第8和第9周进行。这些检查有一定的难度並且可能对胎儿有所影響，甚至會导致流产或胎兒先天性畸形（尤其是在孕婦怀孕早期进行檢查）。
- 产科超声检查，它一般在受精后65至69天（胎龄第12周）进行，根据2001年的一项研究，此類檢測结果準確率大约為3/4。檢測出男孩的准确率约为50%，檢測出女孩的准确率约为100%。如果在受精后70天（胎龄的第13周）檢測，準確率幾乎達100%[3]。

## 法律

### 中国
2016年5月1日，中國當局宣佈禁止性别鉴定和基於性別的選擇性堕胎。政府禁止医生向家屬透露未出生婴儿的性别，以阻止其父母因為孩子性別的原因選擇堕胎或拋棄嬰兒（弃婴）。

### 韓國
1987年，韩国的《医疗法》規定“全面禁止”告知胎儿性别。2008年韓國宪法法院做出判决，认为“全面禁止”违反过度禁止原则，之后《医疗法》修订为“禁止在孕妇怀孕32周前告知胎儿性别”。2024年2月28日，韩国宪法法院裁定《医疗法》中的禁止医务人员在妊娠32周前向孕妇或其家属告知胎儿性别的條款违宪。